# Rhacophorus everetti
Rhacophorus everetti és una espècie de granota que es troba a Brunei, Malàisia i Filipines.
Està amenaçada d'extinció per la pèrdua del seu hàbitat natural.